# Femmes en résistance
 (avril 2024).
 (avril 2024).
Si vous disposez d'ouvrages ou d'articles de référence ou si vous connaissez des sites web de qualité traitant du thème abordé ici, merci de compléter l'article en donnant les références utiles à sa vérifiabilité et en les liant à la section « Notes et références ».
Femmes en résistance est une tétralogie de bandes dessinées éditée par Casterman entre 2013 et 2016. Cette série est donc composée de quatre tomes qui mettent chacun en scène l’histoire d'une femme qui ont payé de leur vie leur défense de leurs valeurs et de leurs idéaux lors de la Seconde Guerre mondiale.
Ces bandes dessinées ont été scénarisées par Régis Hautière, Francis Laboutique et Emmanuelle Polack en s’inspirant de la véritable histoire de ces femmes. Les quatre personnages principaux Amy Johnson, Sophie Scholl, Berty Albrecht et Mila Racine, ont en effet réellement existé et c’est leur véritable vie qui est mise en scène dans cette série, accompagnée tout de même d’un fond de fiction afin de créer un lien entre les quatre tomes.

## Résumé
Le lien entre les quatre tomes est réalisé par le personnage de Claire, une jeune femme qui a hérité du carnet de sa tante, qui lui permettra de retracer la vie des quatre résistantes dont le destin est lié par une espionne allemande nommée Anna Shaerer.
Ces quatre femmes sont Amy Johnson, Sophie Scholl, Berty Albrecht et Mila Racine.
Amy Johnson est une aviatrice anglaise qui met tout en œuvre pour prouver sa légitimité à exercer un métier réservé aux hommes à cette époque.
Sophie Scholl, quant à elle, est une jeune étudiante allemande dont les actions sont menées afin d’éveiller les consciences sur la menace du nazisme qui frappe l’Europe. Elle participe pour cela à des actions pacifistes au sein du mouvement de résistance de La Rose blanche.
Berty Albrecht est une française connu pour ses idées féministes et communistes. Elle lutte durant toute la guerre au sein de la résistance pour l’égalité et la liberté de tous, devenant ainsi une figure emblématique de la résistance française.
Mila Racine est une jeune femme âgée d’une vingtaine d’année qui consacre toute son énergie à protéger des enfants juifs de l’occupant nazi.
Cette tétralogie engagée met ainsi en lumière le rôle décisif de femmes dans les mouvements de résistance de la Seconde Guerre Mondiale, des figures emblématiques et importantes dont on parle peu.

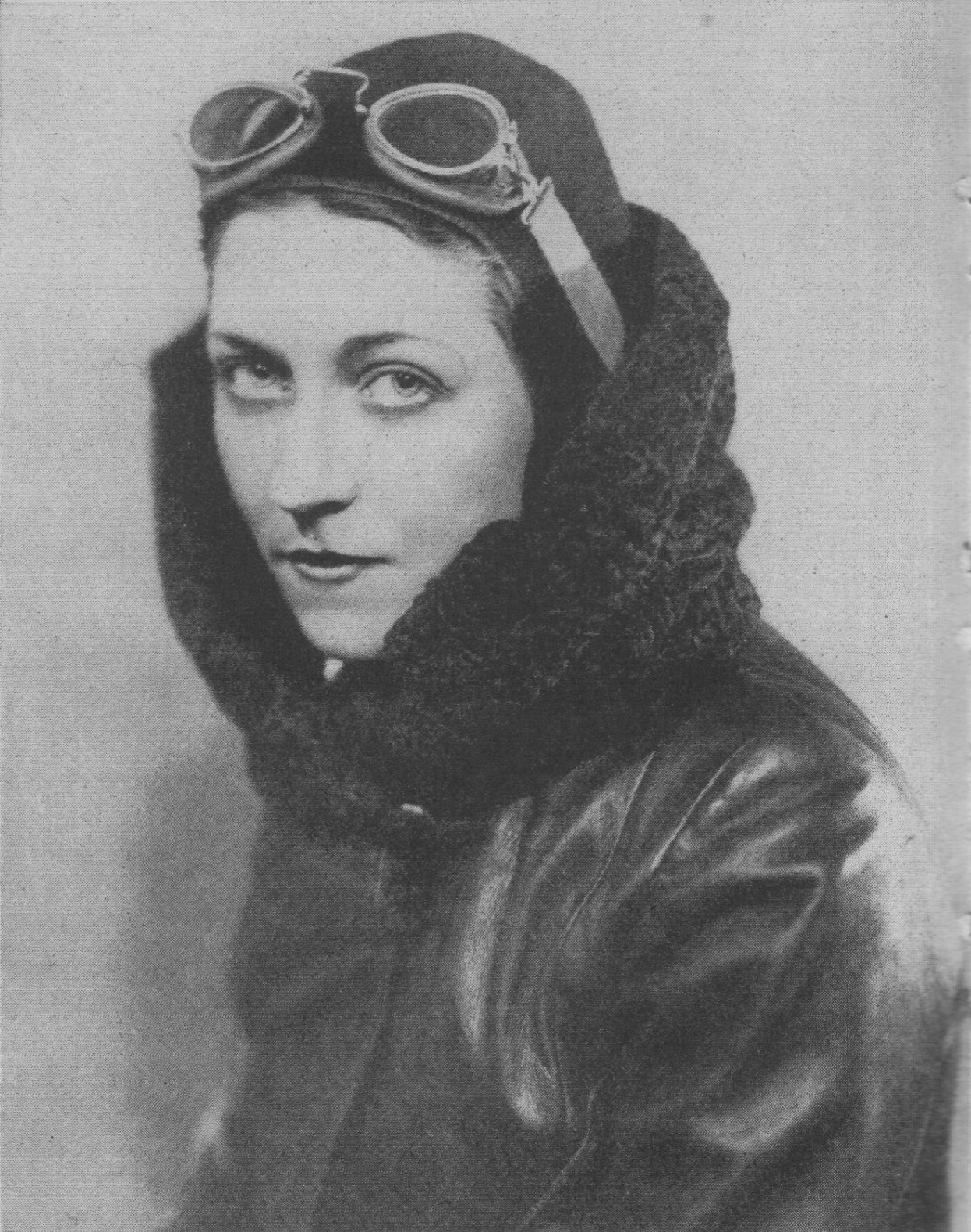
Amy Johnson.
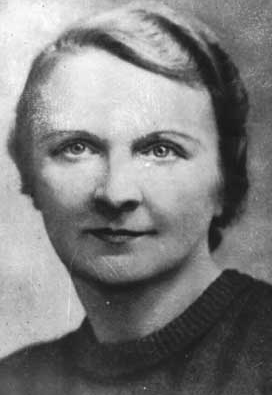
Berty Albrecht.
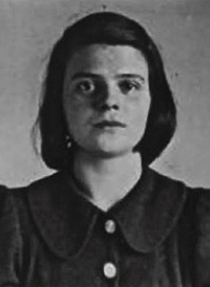
Sophie Scholl.
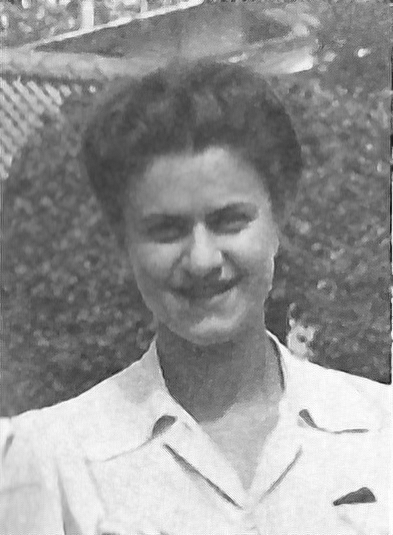
Mila Racine.

## Informations supplémentaires
Cette série a vu le jour à l’aide des différents dessinateurs, Olivier Frasier, Ullcer, Marc Veber et Pierre Wachs, qui ont permis de faire vivre ces histoires. La maison d’édition Casterman a par ailleurs sorti en 2021 l’intégrale de la tétralogie regroupant alors ces quatre histoires en un seul roman graphique. Cette bande dessinée a aussi été mise en avant en 2016 au Mémorial de la Shoah de Paris. Certaines planches étaient exposées avec une biographie des héroïnes. Cette partie de l'exposition s'inscrit dans une volonté du Mémorial de rendre hommage aux résistantes juives de la Seconde Guerre Mondiale.  

## Publications en albums
1. Amy Johnson, scénario de Régis Hautière et Francis Laboutique, dessin de Pierre Wachs, 2013,  (ISBN 9782203053397)
2. Sophie Scholl, scénario de Régis Hautière et Francis Laboutique, dessin de Marc Weber, 2014,  (ISBN 9782203053403)
3. Berty Albrecht, scénario de Régis Hautière, Francis Laboutique et Emmanuelle Polack, dessin d'Ullcer, 2015,  (ISBN 9782203053410)
4. Mila Racine, scénario de Régis Hautière, Francis Laboutique et Emmanuelle Polack, dessin d'Olivier Frasier, 2016,  (ISBN 9782203053427)